# كارلوس بيريرا
كارلوس بيريرا (3 سبتمبر 1910 البرتغال البرتغال - ) هو لاعب كرة قدم برتغالي يلعب كلاعب وسط.